# Norte de Almería
Norte de Almería (spanisch für Norden Almerías) ist ein Weinbaugebiet im Norden der andalusischen Provinz Almería an der Grenze zur Region Murcia. Im europäischen System der Herkunftsbezeichnungen hat es den Status einer geschützten geografischen Angabe (kurz g.g.A.; spanisch Indicación Geográfica Protegida, kurz IGP), was im traditionellen spanischen System einem Landwein (spanisch Vino de la Tierra, kurz VdlT) entspricht.

## Weine
Es dürfen Weißwein, Roséwein und Rotwein hergestellt werden. Die Rotweine können als junge Rotweine oder in Fass oder Flasche gereift produziert werden. Zugelassen sind die weißen Rebsorten Airén, Chardonnay, Macabeo und Sauvignon Blanc sowie die roten Rebsorten Cabernet Sauvignon, Merlot, Monastrell, Tempranillo und Syrah.

## Gebiet
Die Region liegt zwischen der Sierra de La Sagra, welche Teil des Subbetikums ist, und der Sierra de Las Estancias in kleinen Hochebenen. Der Anbau und die Verarbeitung muss in den Gemeinden Chirivel, María, Vélez-Blanco und Vélez-Rubio stattfinden.